# Wilson-Zyklus

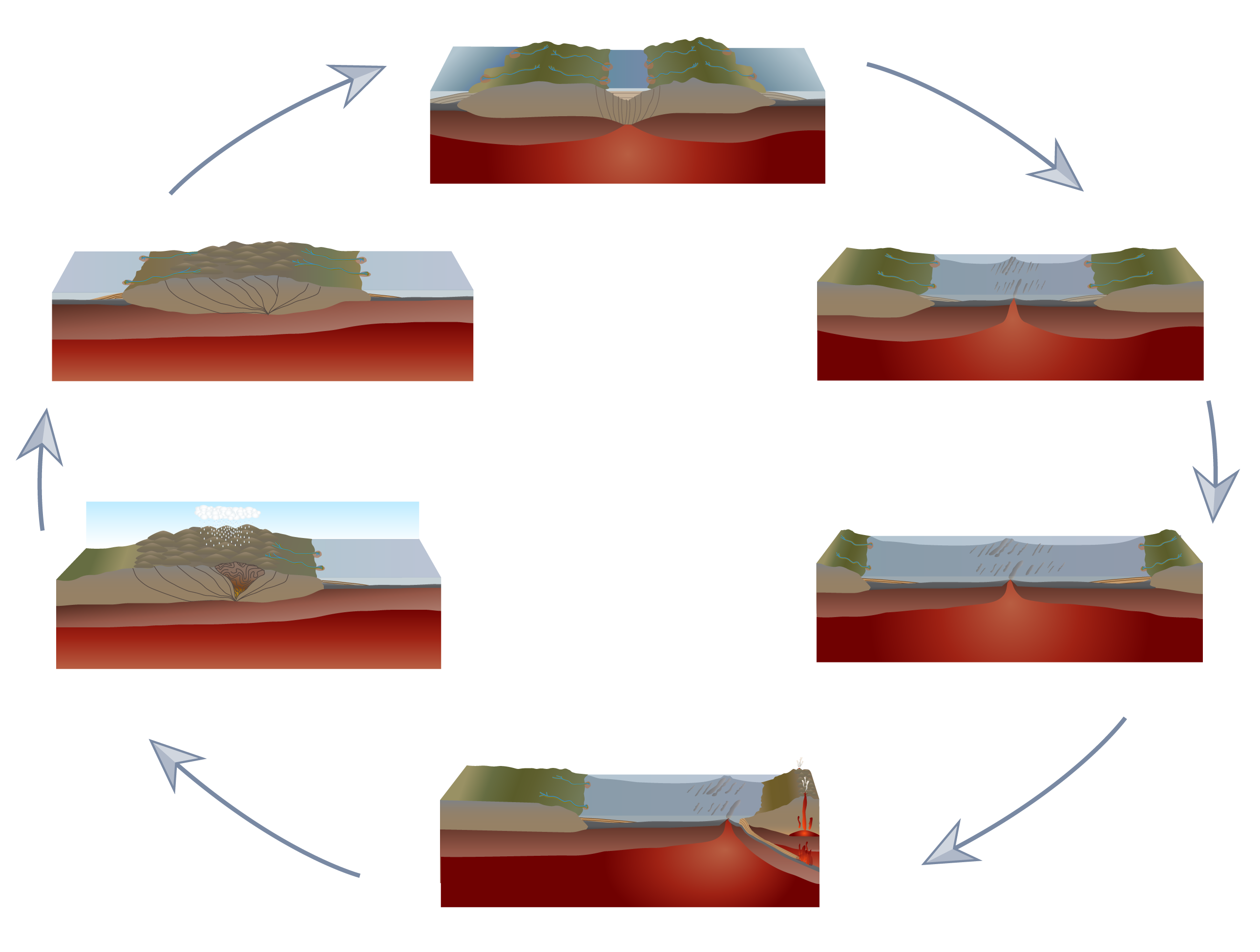
Phasen des Wilson-Zyklus, von oben im Uhrzeigersinn:
Graben- oder Riftstadium →
Ozeanisches Jungstadium →
Ozeanisches Reifestadium →
Inversion des Ozeanbeckens und ozeanisches Endstadium →
Kollisionsstadium →
Ruhephase

Der Wilson-Zyklus ist ein Modell, das die Öffnung und Schließung von Ozeanbecken sowie die Bildung und den Zerfall von Superkontinenten im Rahmen der Plattentektonik beschreibt. Ein Zyklus wird üblicherweise in sieben Phasen unterteilt und dauert in etwa 200–250 Mio. Jahre an. Das Modell ist nach dem kanadischen Geowissenschaftler John Tuzo Wilson benannt, der diese Zyklen erstmals in den späten 1960er Jahren beschrieben hat.

## Phasen

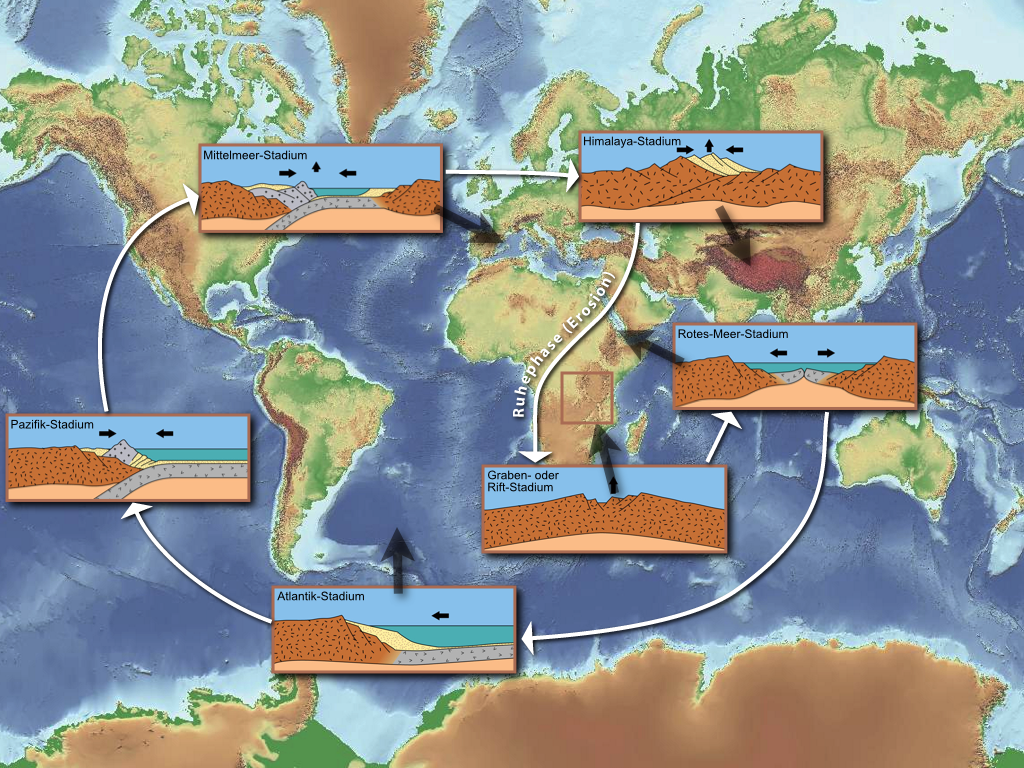
Die Stadien des Wilson-Zyklus am Beispiel rezenter Erscheinungsformen der Plattentektonik

Wilson-Zyklen der letzten 1 Milliarde Jahre, aus nordamerikanisch-europäischer Perspektive. Rot = Riftstadien, rosa = Atlantik-Stadien, hellblau = Mittelmeer- und Himalaya-Stadien.

### Ruhephase
An den Anfang der Entwicklung stellt Wilson einen (großen) Kontinentalblock, der sich in einem tektonischen Ruhestadium befindet. Während dieser Ruhephase werden die Faltengebirge abgetragen, die aus der Endphase des vorangehenden Wilson-Zyklus hervorgegangen sind.

### Graben- oder Riftstadium
Auf die Ruhephase folgt das kontinentale Rift-Stadium. Als Begründer der Hotspot-Hypothese äußert Wilson die Vermutung, dass Hotspots für das Zerbrechen der kontinentalen Lithosphäre und die Riftbildung verantwortlich seien.
Ein Hotspot ist ein im Erdmantel befindlicher Bereich erhöhter Temperatur. Befindet sich ein solcher Hotspot unter der ozeanischen Erdkruste, so können sich ozeanische Vulkaninseln bilden (zum Beispiel der Hawaii-Archipel). Unter einem Kontinentalblock können aktive Hotspots dazu führen, dass die Kruste ausgedünnt und aufgewölbt wird, bis sie schließlich nachgibt, einbricht und seitlich ausweicht (Dehnungstektonik). Es entsteht ein Grabensystem, wie z. B. der Ostafrikanische Graben. Entlang der Verwerfungen in der Erdkruste kommt es zu meist basischem Vulkanismus.

### Ozeanisches Jungstadium (Rotes-Meer-Stadium)
In diesem Stadium hat sich der innerkontinentale Graben so stark erweitert, dass die Dehnung nicht mehr durch das Absinken und die Verkippung der Graben-Bruchschollen aus kontinentaler Kruste ausgeglichen werden kann und entlang der Dehnungsfuge durch aufsteigendes basaltisches Magma ozeanische Kruste gebildet wird. Entlang der Dehnungsfuge, nunmehr als Ozeanische Spreizungszone bezeichnet, bildet sich ein Mittelozeanischer Rücken (MOR) aus. Der große Kontinentalblock ist damit in zwei kleinere, auseinanderdriftende Kontinentalblöcke geteilt worden. Die dem jungen Ozeanbecken zugewandten, jetzt wieder zunehmend tektonisch ruhigen Ränder der Kontinentalblöcke, werden als passive Kontinentalränder bezeichnet. Bereits vor Beginn der Bildung ozeanischer Kruste ist die Grabenzone oftmals so weit abgesunken, dass sie unterhalb des Meeresspiegels liegt und sich, bei ausreichender Küstennähe, in einen Meeresarm verwandelt hat. Namensgebend für dieses Stadium ist das Rote Meer, ein sehr junges und schmales Ozeanbecken zwischen der Arabischen Platte und der Afrikanischen Platte. Die Baffin Bay, Davis-Straße und Labradorsee bilden zusammen ein Becken, dessen Öffnung in einer fortgeschrittenen Phase des Rotes-Meer-Stadiums zum Erliegen gekommen ist. Weil die entsprechende Spreizungszone bereits seit mehr als 30 Millionen Jahren nicht mehr aktiv ist, wird Grönland zur Nordamerikanischen Platte gezählt.

### Ozeanisches Reifestadium (Atlantik-Stadium)
Dieses Stadium bezeichnet ein relativ weit geöffnetes Ozeanbecken mit passiven Kontinentalrändern und einem MOR, der sich entlang der Längsachse des Beckens erstreckt. Unter besonderen Umständen kann am MOR stellenweise soviel Magma gefördert werden, dass er sich über den Meeresspiegel erhebt. Das bekannteste Beispiel für einen solchen Spezialfall ist die Insel Island.
Die passiven Kontinentalränder – mittlerweile weit entfernt vom MOR – bilden Schelfe, auf denen sich mächtige Sedimentfolgen ablagern.

### Inversion des Ozeanbeckens (Pazifik-Stadium)
Da die Oberfläche des Erdkörpers (also einschließlich der Meeresböden) sich nicht vergrößert, muss, da an MOR Erdkruste neu gebildet wird, an anderer Stelle Erdkruste wieder von der Oberfläche verschwinden. Dies geschieht an sogenannten Subduktionszonen, wo ozeanische Erdkruste unter die kontinentale Erdkruste taucht (Subduktion). Über der Subduktionszone entsteht ein vulkanischer Bogen und, unter bestimmten Bedingungen, auch ein Faltengebirge vom Anden-Typ.
Wandelt sich im Laufe der Zeit mindestens einer der Ränder des Atlantik-Stadium-Ozeanbeckens von einem passiven Kontinentalrand in eine Subduktionszone, wird, insofern die Subduktionsrate dort höher als die Spreizungrate am MOR ist, das Ozeanbecken allmählich schmaler werden, da sich die Kontinentalblöcke an den Rändern des Beckens jetzt aufeinander zubewegen. Dieser Einengungsvorgang heißt auch Ozeanbeckeninversion und das Stadium entsprechend Inversionsstadium.
Die Bezeichnung Pazifik-Stadium ist dagegen etwas irreführend, da der Pazifik, obwohl fast komplett von Subduktionszonen flankiert, keineswegs Gefahr läuft, geschlossen zu werden. Genau genommen ist der Pazifik, als rein morphologisches Becken, ausgesprochen langlebig und existiert mindestens seit 500 Millionen Jahren (in paläogeographischen und -tektonischen Karten des Paläozoikums und Mesozoikums zumeist als Panthalassa bezeichnet).

### Ozeanisches Endstadium (Mittelmeer-Stadium)
Die fortgesetzte Subduktion der ozeanischen Kruste des Pazifik-Typ-Beckens führt, sofern sie schneller abläuft als die Spreizung am MOR, zu einer fortschreitenden Schließung des Ozeanbeckens. Nach Subduktion des MOR wird die Beckeninversion durch Wegfall der Spreizung zusätzlich beschleunigt. Schließlich kommen die Kontinentalblöcke, die das Becken begrenzen, miteinander in Kontakt. Dieser Zusammenstoß führt zu einer Gebirgsbildung (Orogenese) vom Kollisionstyp (Entstehung eines sogenannten alpinotypen Faltengebirges), wobei zunächst Deckenüberschiebungen dominieren, bei denen die Schelfsedimente des Ozeanbeckens und die Gesteine des Vulkanischen Bogens gefaltet und übereinander geschoben werden. Rezente Beispiele für dieses Stadium sind das östliche Mittelmeer, das Schwarze Meer sowie das Kaspische Meer, bei denen es sich um Reliktbecken des Neotethys-Ozeans handelt, der durch die Subduktion unter den Eurasischen Block invertiert wurde.

### Kollisionsstadium (Himalaya-Stadium)
In diesem Stadium wird das Ozeanbecken vollends geschlossen und die (alpinotype) Gebirgsbildung erreicht ihren Höhepunkt. Die Überschiebungstektonik hat zu einer enormen Verdickung der beteiligten Erdkruste geführt. Der verdickte Krustenbereich wird durch Massenausgleichsbewegungen ein Stück weit herausgehoben und ein hohes Gebirge entsteht. Die Kontinentalblöcke, die vormals durch das Ozeanbecken getrennt waren, sind nunmehr zu einem größeren Kontinentalblock (Groß- oder Superkontinent) vereint.

### Ruhephase
Nach Ende der Gebirgsbildung tritt der neu formierte Kontinentalblock in eine tektonische Ruhephase ein und das aufgetürmte Gebirge wird wieder abgetragen. Der Zyklus ist an seinem Ausgangspunkt angekommen.